# デキムス・ユニウス・ブルトゥス・カッライクス
デキムス・ユニウス・ブルトゥス・カッライクス（ラテン語: Decimus Junius Brutus Callaicus、 紀元前180年頃 - 紀元前113年頃）は、共和政ローマのプレブス出身の政治家、軍人。元老院議員。

## 経歴
ブルトゥスは遅くとも紀元前141年までにプラエトルを経験したと考えられている。
紀元前138年、ブルトゥスはプブリウス・コルネリウス・スキピオ・ナシカ・セラピオと共に執政官（コンスル）へ選出された。キケロによると、彼らは元老院に殺人事件の調査を命じられている。ブルトゥスはルシタニア戦争の首謀者であったウィリアトゥスの死後、彼の下で戦った兵たちにウァレンティアの地を与えたという。
政治的に空白地帯となったヒスパニア西部へ兵を進め、現地民の反抗勢力を大いに破る。そしてオリッシポ（現在のリスボン）を築いて城砦とし、途上の村落を殲滅しながら北上した。ブルトゥスの軍は途中ドウロ川を越え、紀元前137年にはリマ川にまで到達した。ストラボンの記述によればブルトゥスの軍勢はミーニョ川にまで到達したという。この遠征によりローマはリマ川とミーニョ川に挟まれた地域を制圧する事ができた。
本格的な属州となるのは後年アウグストゥスの治世まで待たねばならなかったが、それでもイベリア半島の西部とガリシア地方はローマ軍のもとで治安が安静した。
この業績により元老院はブルトゥスに「カッライクス（＝ガッラエキアを制圧した者）」の称号を与えた。
エウトロピウスは、ブルトゥスがガッラエキ族とルシタニア人に勝利し凱旋式を挙行したと記している。アッティリオ・デグラッシはこれを紀元前133年のことだと考えている。
紀元前129年、ブルトゥスは執政官ガイウス・センプロニウス・トゥディタヌスの下でイアピデス人と戦い活躍している。また、正確な時期は不明だが恐らく紀元前129年より前にアウグルに就任している。

## 家族
- カッライクス
  - 息子：デキムス・ユニウス・ブルトゥス (紀元前77年の執政官)
    - 孫：デキムス・ユニウス・ブルトゥス・アルビヌス、ガイウス・ユリウス・カエサルの部下として活躍、カエサル暗殺に関与。